# Кулдига округ
Кулдига округ (лет. Kuldīgas rajons, рус. Кулдигский район) је округ у републици Летонији, у њеном западном делу. Управно средиште округа је истоимени градић Кулдига. Округ припада историјској покрајини Курземе.

Кулдига округ је унутаркопнени округ у Летонији. На истоку се округ граничи са округом Тукумс, на југоистоку са округом Салдус, на југозападу са округом Лиепаја, на северозападу са округом Вентспилс и на североистоку са округом Талси.

## Градови
- Кулдига
- Ренда
- Алсунга
- Скрунда